# Vemork
Vemork és el nom d'una central d'energia hidroelèctrica situada als afores de Rjukan a Tinn, Noruega. Va ser construïda per part de Norsk Hydro i inaugurada el 1911, la seva intenció principal era la de fixar nitrogen per a fertilitzant, en el seu moment va ser la planta d'energia elèctrica més potent del món amb una capacitat de 108 MW.
Vemork més tard va ser la primera fàbrica del món per a la producció d'aigua pesant mitjançant el Procés Haber. Durant la Segona Guerra Mundial, Vemork va ser l'objectiu del sabotatge noruec per l'aigua pesant (Batalla de l'aigua pesant) amb la qual els nazis comptaven per a produir una arma nuclear. La planta d'aigua pesant va ser tancada el1971, i el 1988 la planta hidroelèctrica va ser convertida en un museu industrial dels treballadors.
Se'n va construir una de nova el 1971 al costat i darrere de l'antiga.

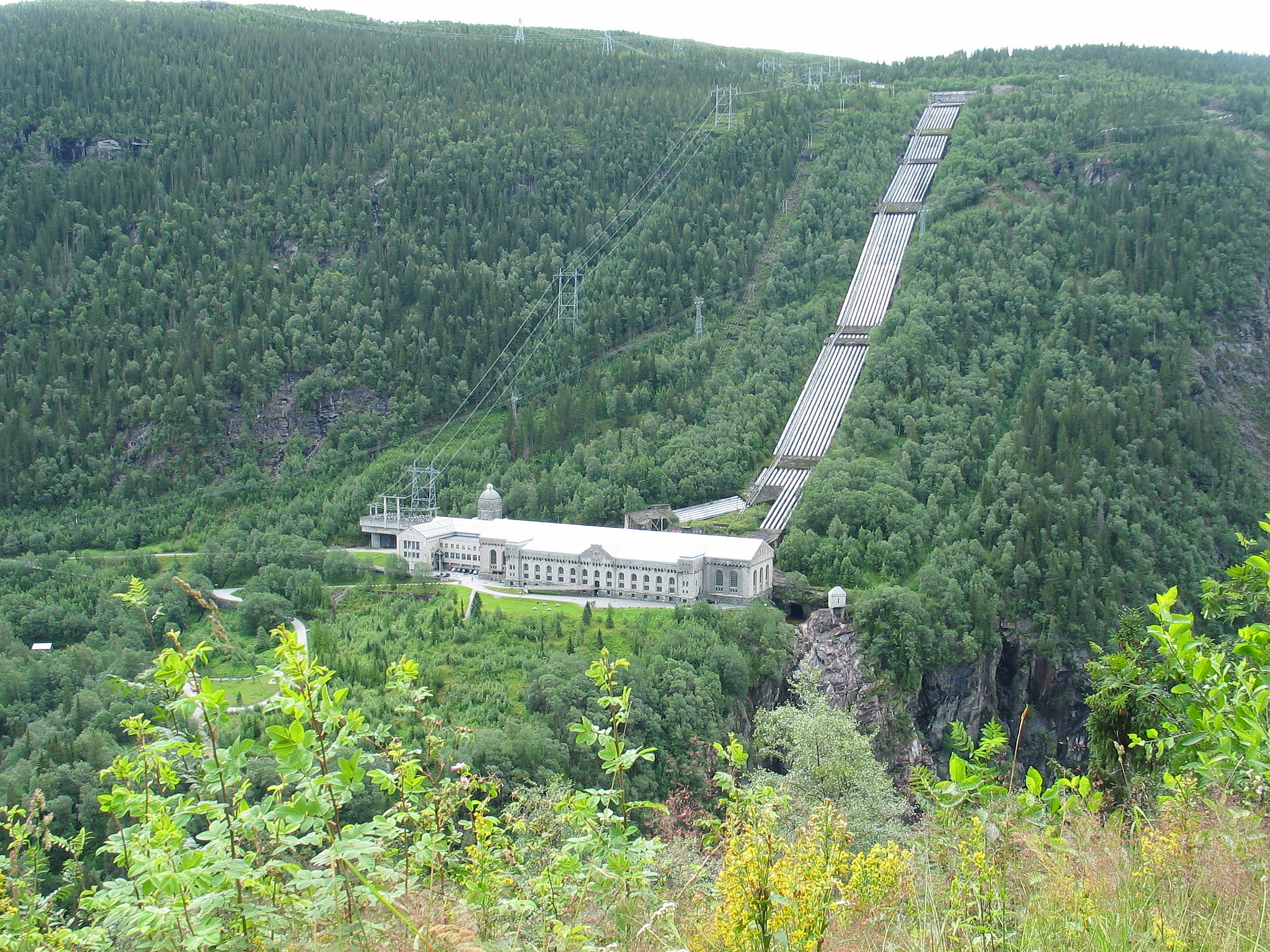
Vemork, Rjukan